# Оґі Арітацу
Арітацу Огі (яп. 小城 得達, нар. 10 грудня 1942, Хіросіма) — колишній японський футболіст, що грав на позиції півзахисника. Футболіст року в Японії (1965).
Виступав за клуб «Тойо Когьо», а також національну збірну Японії.

## Клубна кар'єра
Народився 10 грудня 1942 року в місті Хіросіма. Вихованець футбольної школи «Університету Чуо».
У дорослому футболі дебютував 1965 року виступами за команду «Тойо Когьо», кольори якої і захищав протягом усієї своєї кар'єри гравця, що тривала дванадцять років. У складі «Тойо Когьо» був одним з головних бомбардирів команди, маючи середню результативність на рівні 0,35 голу за гру першості. За цей час сім разів включався до символічної збірної чемпіонату, а 1996 року з 14 голами став найкращим бомбардиром турніру.

## Виступи за збірну
1963 року дебютував в офіційних матчах у складі національної збірної Японії. Протягом кар'єри у національній команді, яка тривала 14 років, провів у формі головної команди країни 62 матчі, забивши 11 голів.
У складі збірної був учасником Олімпійських ігор 1964 та 1968 років, причому на другому турнірі завоював з командою бронзові нагороди.

## Статистика виступів
| Сезон | Команда                | Чемпіонат | Чемпіонат | Чемпіонат |
| Сезон | Команда                | Ліга      | Ігор      | Голів     |
| ----- | ---------------------- | --------- | --------- | --------- |
| 1965  | «Тойо Когьо»           | ЯФЛ       | 14        | 9         |
| 1966  | «Тойо Когьо»           | ЯФЛ       | 14        | 14        |
| 1967  | «Тойо Когьо»           | ЯФЛ       | 12        | 5         |
| 1968  | «Тойо Когьо»           | ЯФЛ       | 14        | 5         |
| 1969  | «Тойо Когьо»           | ЯФЛ       | 13        | 6         |
| 1970  | «Тойо Когьо»           | ЯФЛ       | 14        | 2         |
| 1971  | «Тойо Когьо»           | ЯФЛ       | 14        | 1         |
| 1972  | «Тойо Когьо»           | ЯФЛ1      | 14        | 4         |
| 1973  | «Тойо Когьо»           | ЯФЛ1      | 18        | 4         |
| 1974  | «Тойо Когьо»           | ЯФЛ1      | 9         | 1         |
| 1975  | «Тойо Когьо»           | ЯФЛ1      | 18        | 5         |
| 1976  | «Тойо Когьо»           | ЯФЛ1      | 9         | 1         |
|       | Усього за «Тойо Когьо» |           | 163       | 57        |

| Збірна Японії | Збірна Японії | Збірна Японії |
| Роки          | Ігри          | Голи          |
| ------------- | ------------- | ------------- |
| 1963          | 1             | 0             |
| 1964          | 1             | 0             |
| 1965          | 2             | 0             |
| 1966          | 7             | 2             |
| 1967          | 5             | 3             |
| 1968          | 3             | 0             |
| 1969          | 4             | 0             |
| 1970          | 13            | 2             |
| 1971          | 5             | 2             |
| 1972          | 8             | 2             |
| 1973          | 5             | 0             |
| 1974          | 6             | 0             |
| 1975          | 0             | 0             |
| 1976          | 2             | 0             |
| Всього        | 62            | 11            |

## Досягнення

### Клубні
- Японська футбольна ліга:
  -  Чемпіон (5): 1965, 1966, 1967, 1968, 1970
- Кубок Імператора
  -  Володар (3): 1965, 1967, 1969
- Азійський клубний чемпіонат:
  -  Бронзовий призер (1): 1969

### Збірні
- Бронзовий призер Азійських ігор: 1966
- Бронзовий олімпійський призер: 1968

### Індивідуальні
- Футболіст року в Японії: 1965
- Найкращий бомбардир чемпіонату Японії: 1966 (14 голів)
- У символічній збірній Японської футбольної ліги: 1966, 1967, 1968, 1969, 1970, 1971, 1972